# NGC 6162
NGC 6162 é uma galáxia lenticular (S0) localizada na direcção da constelação de Hercules. Possui uma declinação de +32° 50' 59" e uma ascensão recta de 16 horas, 28 minutos e 22,3 segundos.
A galáxia NGC 6162 foi descoberta em 30 de Junho de 1870 por Édouard Jean-Marie Stephan.